# Barrio de Guadalupe, Acatlán
Barrio de Guadalupe är en ort i Mexiko.   Den ligger i kommunen Acatlán och delstaten Puebla, i den sydöstra delen av landet, 180 km sydost om huvudstaden Mexico City. Barrio de Guadalupe ligger 1 168 meter över havet och antalet invånare är 456.
Terrängen runt Barrio de Guadalupe är kuperad åt nordost, men åt sydväst är den platt. Barrio de Guadalupe ligger nere i en dal. Runt Barrio de Guadalupe är det ganska glesbefolkat, med 47 invånare per kvadratkilometer. Närmaste större samhälle är Acatlán de Osorio, 4,7 km nordost om Barrio de Guadalupe. I omgivningarna runt Barrio de Guadalupe växer huvudsakligen savannskog.